# Liste des sites Ramsar au Nicaragua
Cet article recense les zones humides du Nicaragua concernées par la convention de Ramsar.

## Statistiques
La convention de Ramsar est entrée en vigueur au Nicaragua le 30 novembre 1997.
En janvier 2020, le pays compte 9 sites Ramsar, couvrant une superficie de 4 068,52 km2.

## Liste
| Site                                               | Département/Région             | Notes | Date            | Superficie (km²) | Altitude (m) | Identifiant Ramsar | Identifiant WDPA | Coordonnées                         | Photo |
| -------------------------------------------------- | ------------------------------ | ----- | --------------- | ---------------- | ------------ | ------------------ | ---------------- | ----------------------------------- | ----- |
| Los Guatuzos (es)                                  | Río San Juan                   |       | 30 juillet 1997 | 437,50           | 30           | 915                | 145539           | 11° 00′ 00″ nord, 84° 52′ 01″ ouest |       |
| Cayos Miskitos et frange côtière immédiate         | Côte caraïbe nord              |       | 8 novembre 2001 | 850,00           | 0 - 600      | 1135               | 900699           | 14° 22′ 59″ nord, 82° 46′ 01″ ouest |       |
| Deltas de l'Estero Real et Llanos de Apacunca (en) | Chinandega                     |       | 8 novembre 2001 | 817,00           | 0 - 100      | 1136               | 900700           | 12° 52′ 59″ nord, 87° 13′ 01″ ouest |       |
| Lac Apanás-Asturias                                | Jinotega                       |       | 8 novembre 2001 | 54,15            | 956 - 959    | 1137               | 900701           | 13° 10′ 01″ nord, 85° 58′ 01″ ouest |       |
| Refuge faunique Río San Juan                       | Río San Juan, Côte caraïbe sud |       | 8 novembre 2001 | 430,00           | 20           | 1138               | 900702           | 10° 55′ 59″ nord, 83° 40′ 01″ ouest |       |
| Système de zones humides de la baie de Bluefields  | Côte caraïbe sud               |       | 8 novembre 2001 | 865,01           | 0 - 20       | 1139               | 900703           | 11° 55′ 01″ nord, 83° 45′ 00″ ouest |       |
| Système de zones humides de San Miguelito          | Río San Juan                   |       | 8 novembre 2001 | 434,75           | 30 - 100     | 1140               | 900704           | 11° 25′ 01″ nord, 84° 51′ 00″ ouest |       |
| Système lagunaire deTisma (en)                     | Managua                        |       | 8 novembre 2001 | 168,50           | 32 - 34      | 1141               | 900705           | 12° 04′ 01″ nord, 85° 55′ 59″ ouest |       |
| Système lacustre Playitas-Moyúa-Tecomapa           | Matagalpa                      |       | 29 juin 2011    | 11,61            | 416 - 440    | 1980               | 555543044        | 12° 35′ 46″ nord, 86° 02′ 49″ ouest |       |